# Guro Bergsvand
Guro Bergsvand, née le 3 mars 1994 à Oslo en Norvège, est une footballeuse internationale norvégienne évoluant au poste de défenseure au VfL Wolfsburg .

## Biographie
Guro Bergsvand est la fille du footballeur international norvégien Jo Bergsvand.

### En club
Le 5 janvier 2023, Guro Bergsvand quitte son pays natal pour signer à Brighton & Hove Albion, rejoignant ainsi sa compatriote Maria Thorisdottir,.

### En sélection
Le 16 septembre 2021, Bergsvand fait ses débuts en équipe de Norvège à l'âge de 27 ans, lors du match opposant la Norvège à l'ArménieArménie et marque le premier but de la rencontre dès la 10e minute, et remplacée par Elisabeth Terland qui marquera elle-aussi à la 90e minute ensuite. La Norvège l'emporte ainsi sur le score de 10 à 0.
Elle est sélectionnée dans le groupe des 23 joueuses de l'équipe de la Norvège en tant que défenseure pour la Coupe du monde féminine de 2023.

## Palmarès
SK Brann
- Toppserien : 2021, 2022

## Distinctions personnelles
- Joueuse modèle de l'année - Toppserien 2021[6]